# Hans Rohde
Hans Rohde (Amburgo, 7 dicembre 1914 – 3 dicembre 1979) è stato un calciatore tedesco, di ruolo centrocampista.